# Thalatha sinens
Thalatha sinens är en fjärilsart som beskrevs av Walker 1862. Thalatha sinens ingår i släktet Thalatha och familjen nattflyn. Inga underarter finns listade i Catalogue of Life.